# Îles d'Hyères

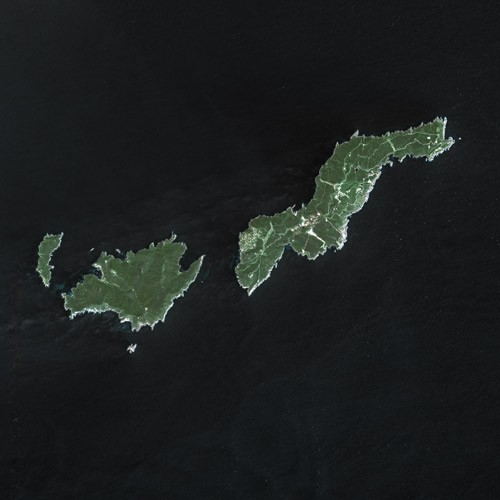
Îles d'Hyères, satellitfoto.

Îles d'Hyères är en ögrupp vid franska Medelhavskusten, i departementet Var söder om Toulon. Ögruppen omfattar öarna Île de Porquerolles, Île du Levant och Île de Port-Cros, som är nationalpark.
Sommartid har öarna en betydande turism, med båtförbindelser med bland annat Toulon, Hyères-Plage, Le Lavandou och Cavalaire-sur-Mer på fastlandet.